# وادي السيل
وادي السيل، هو حي حديث ضمن مدينة الرفاع البحرينية، وتقع الرفاع في المحافظة الجنوبية.
يقع داخله مجمع وادي السيل ومستشفى قوة دفاع البحرين (المعروف محليًا باسم المستشفى العسكري) ومدرسة وادي السيل الإبتدائية الإعدادية للبنين.